# Adios Huntsville
Adios Huntsville – album koncertowy Elvisa Presleya, składający się z koncertu (Evening Show) nagranego o 8:30 pm, 1 czerwca 1975 roku w Huntsville w Alabamie. Elvis ubrany był w Black Phoenix suit. Wydany został w 2007 roku.

## Lista utworów
1. "See See Rider" - 6 października 1974 Dayton, OH.
2. "I Got a Woman – Amen" - 6 października 1974 Dayton, OH.
3. "Love Me"
4. "Dialog"
5. "If You Love Me"
6. "Love Me Tender"
7. "All Shook Up"
8. "Teddy Bear – Don’t Be Cruel"
9. "The Wonder of You"
10. "Burning Love" (excerpt)
11. "Polk Salad Annie"
12. "Introduction"
13. "Johnny B. Goode"
14. "Band Solos"
15. "School Days"
16. "I Can’t Stop Loving You"
17. "T-R-O-U-B-L-E" (niekompletyny)
18. "I’ll Remember You
19. "Let Me Be There"
20. "Why Me Lord"
21. "American Trilogy"
22. "Funny How Time Slips Away"
23. "Little Darlin'"
24. "Monolog"
25. "Can’t Help Falling in Love" - Closing Vamp